# Rimelia subisidiosa
Rimelia subisidiosa är en lavart som först beskrevs av Johannes Müller Argoviensis, och fick sitt nu gällande namn av Hale & A. Fletcher. Rimelia subisidiosa ingår i släktet Rimelia och familjen Parmeliaceae.   Inga underarter finns listade i Catalogue of Life.